# Autour du Monde
Vokroug sveta (Вокру́г све́та, litt. « Autour du monde ») est un magazine de vulgarisation scientifique russe fondé en 1860. Ses thématiques sont la géographie, les sciences, la médecine, l’histoire et la culture. Il est édité en russe en Russie, en Ukraine et au Kazakhstan, et en Bulgarie en langue bulgare.
En 1961-1996, il comptait un supplément édité sous forme d'un almanach intitulé Iskatel (Искатель, en français Le Chercheur) qui publiait les romans fantastiques et d'anticipation, romans policiers et œuvres à thématique militaire et patriotique - le périodique devenu depuis indépendant.
Anciennement installée au no 35 rue Sadovaïa, la rédaction se trouve au no 5 rue Mechtcheriakov dans le district administratif nord-ouest de Moscou.

## Histoire
Le magazine est fondé par Boleslas Maurice Wolff à Saint-Pétersbourg. Son premier rédacteur en chef est Pavel Olkhine (ru) (1830-1915). En 1867-1917, il est édité à Moscou, d'abord par Mikhaïl et Evgueni Werner, puis, par l'entreprise éditoriale d'Ivan Sytine. Après la révolution russe, il est édité comme supplément de la revue Vsemirny sledopyt (Всемирный следопыт) fondé en 1926, par la maison d'édition Zemlia i Fabrika (Земля и Фабрика). Il ne retrouve son statut de périodique indépendant qu'en 1931.
Après la dislocation de l'URSS, Vokroug sveta est repris et géré par son comité de rédaction, mais l'entreprise se retrouve rapidement au bord de la faillite et sera rachetée par le directeur général du Video International Group Sergueï Vassiliev. Au poste du rédacteur se succèdent alors Dmitri Zakharov (2003), Sergey Parkhomenko (2009-2011), Masha Gessen (2012), Alexandre Monakhov (2016) et Sergueï Apressov (juin 2016-).